# Fasti Ostienses

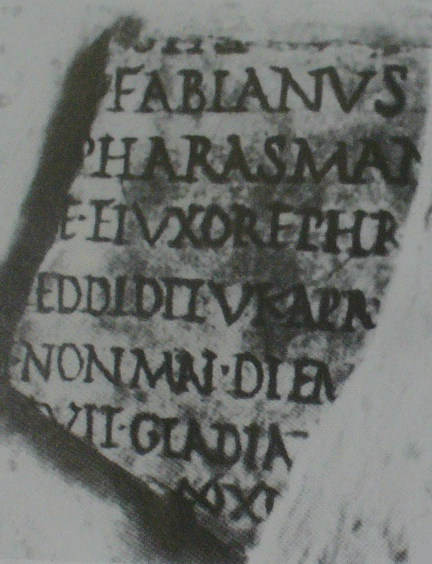
Fragment der Fasti Ostienses, das unter anderem einen Besuch des iberischen Königs Pharasmanes II. in Rom erwähnt

Die Fasti Ostienses waren ein antiker Kalender (fasti), der als großformatige Inschrift in der Stadt Ostia nahe Rom aufgestellt war – daher der Name – und der neben einem Verzeichnis wichtiger Feiertage des Jahres auch Listen diverser Amtsträger sowie herausragende Ereignisse aufführte. Es wurden zahlreiche Fragmente gefunden, auf denen die römischen Konsuln und Suffektkonsuln sowie die Duumviri (Bürgermeister) von Ostia nach Jahr ihres Amtes aufgelistet sind. Ergänzend sind wie in einer stichpunktartigen Chronik diverse Vermerke über bedeutende Geschehnisse der entsprechenden Jahre (am Kaiserhof, in der Stadt Rom, in Ostia selbst) erhalten. Die vereinzelten Überreste des eigentlichen Kalenders umfassen nur Tageseinträge für drei Monate des Kalenderjahres.
Vermutlich wurden die Fasti Ostienses, wie auch die Fasti pontificales in der Stadt Rom, durch den Priester des Gottes Vulcanus geführt und waren als monumentale Steininschrift in die Wand seines Tempels eingelassen. Die erhaltenen Reste der Jahreseinträge erstrecken sich über mehr als zwei Jahrhunderte von 49 v. Chr. bis 175 n. Chr., haben aber wahrscheinlich bis in die Zeit Sullas, also um 80 v. Chr., zurückgereicht. Es ist zu vermuten, dass die Erstellung der Listen spätestens im Jahr 2 n. Chr. begonnen wurde, anschließend wurden sie jährlich fortgeschrieben.

## Ausgaben
- Ladislav Vidman: Fasti Ostienses. 2. Auflage, Academia Scientiarum Bohemoslovacae, Prag 1982 (umfassend kommentierte Ausgabe, vollständig in lateinischer Sprache).